# Kanton Vigeois
Vigeois is een voormalig kanton van het Franse departement Corrèze. Het kanton maakte deel uit van het arrondissement Brive-la-Gaillarde. Het werd opgeheven bij decreet van 24 februari 2014, met uitwerking op 22 maart 2015. Alle gemeenten werden opgenomen in het nieuwe kanton Allassac.

## Gemeenten
Het kanton Vigeois omvatte de volgende gemeenten:
- Estivaux
- Orgnac-sur-Vézère
- Perpezac-le-Noir
- Saint-Bonnet-l'Enfantier
- Troche
- Vigeois (hoofdplaats)